# Acalypha amboynensis
Acalypha amboynensis é uma espécie de flor do gênero Acalypha, pertencente à família Euphorbiaceae.